# 港島東聯網

港島東聯網標誌

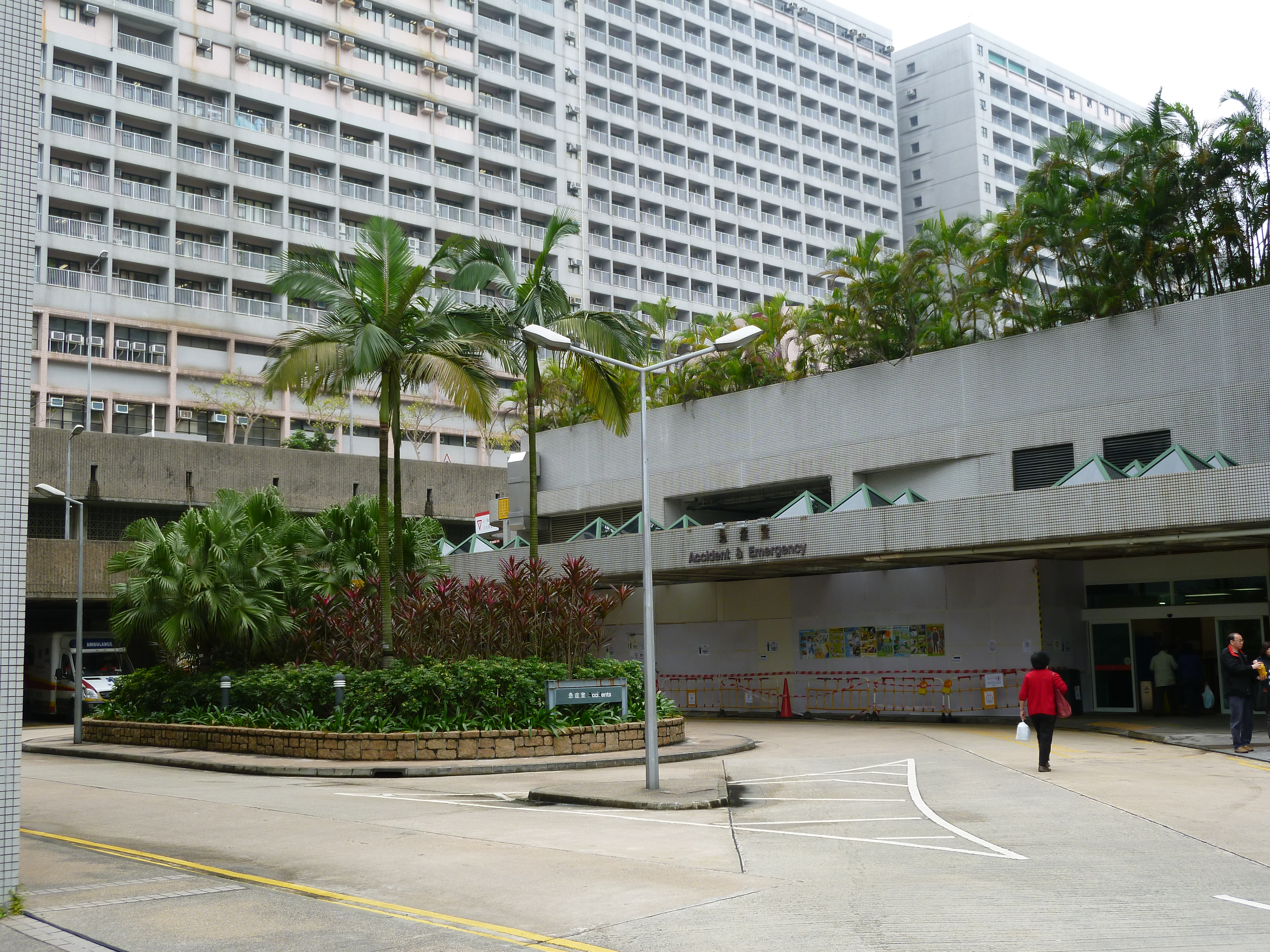
東區尤德夫人那打素醫院

港島東聯網（全稱港島東醫院聯網）是香港醫院管理局的地區性醫院聯網，負責服務東區、灣仔區及離島區（不包括北大嶼山）約83萬人口（佔香港人口11%）；服務區域逾70%人口為東區居民；現任總監為蘇潔瑩醫生。

## 醫院
港島東醫院聯網共有6間醫院，其中有3間全科醫院，包括位於柴灣的東區尤德夫人那打素醫院和灣仔的律敦治及鄧肇堅醫院（自1998年，律敦治醫院與鄧肇堅醫院進行合併管理，以進一步運用醫療資源和提高效率），另外3間屬於復康和療養性質的醫院，離島的長洲醫院也屬於港島東聯網。

### 港島東聯網醫院
- 東區尤德夫人那打素醫院：提供全面專科服務的綜合醫院。[5]
- 律敦治及鄧肇堅醫院：地區全科醫院，提供急症及部份專科服務，包括內科、呼吸內科、老人科及外科；以及各種日間服務，包括日間紓緩護理及夥伴非政府機構提供的社區健康服務。[6]
  - 律敦治醫院：社區醫院，提供急診及部份專科服務，包括內科、呼吸內科、老人科及外科。[5]
  - 鄧肇堅醫院：社區醫院，提供部份專科服務，自2002年起，醫院急症室與部份部門已遷至律敦治醫院。[5]
- 長洲醫院：社區醫院，祗是提供基健及急症服務。[5]

### 其他醫院

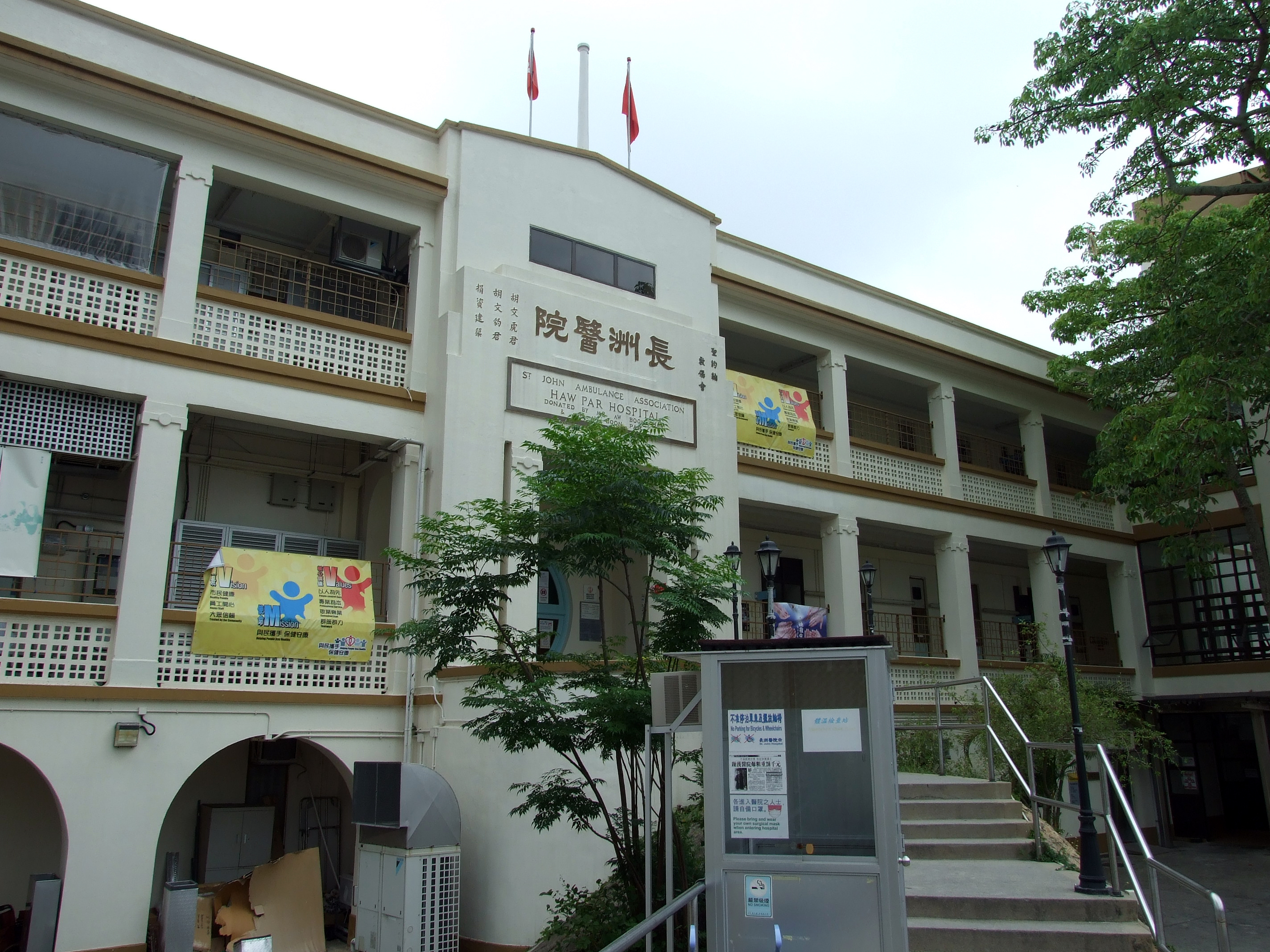
長洲醫院

- 東華東院：提供基健及部份專科服務的社區醫院，包括內科、眼科、復康及療養服務。[5]
- 黃竹坑醫院：為需要長期護理的病人提供護養服務。[5]
- 舂磡角慈氏護養院：為需要長期護理的病人提供護養服務。[5]

## 附屬機構
- 12間普通科門診診所，其中1間位於南區，4間位於離島區（位於赤柱、南丫島與坪洲）。
- 香港防癆心臟及胸病協會：透過健康教育活動，支援聯網的基層及中層預防服務。

## 服務
港島東聯網共有3,031張病床，包括1,853張急症、療養及復康病床，627張為護養病床、400張為精神科病床及151張為日間病床。

## 歷史
港島東聯網其人口老化的增長速度是「全港之冠」。65歲以上長者的比例佔15.4%，超越全港的平均數13.3%。因此，聯網的主要挑戰是在既有的人手、空間及設施等限制下，應付與日俱增的老年病人及愈見複雜的老人疾病。
此聯網進行多項公私營醫院合作措施，在技術、病人及資枓轉移方面做了工作。

## 外部連結
- 港島東聯網 （页面存档备份，存于）